# Empórion (piac)
Az empórion (ógörögül: ἐμπόριον) az ókori Görögországban Hérodotosz óta valamely város önálló piactere, amit az anyaországon kívüli kereskedelmi telepként létesítettek vagy az anyaországon belül a külkereskedelmi áruk értékesítési helye volt. Mivel az ókorban a külkereskedelem messzemenően a hajózás révén működött, ezért többnyire valamely kikötő határozta meg a helyet. Az empórion, mint a kereskedelmi kapcsolatok korai megjelenése, sokszor kiinduló pontjává vált a későbbi kolóniák megalapításának. A kutatás számára ez a fogalom megkülönböztető funkcióval bír. A teljes értékű poliszt különíti el a kolóniától, ami az alapítás fázisa után az anya-államtól (városállamtól) függetlenné vált.
Megfelel a mai szabadkikötőnek, mely egyben árutőzsde a megfelelő vám- pénzügyi és kereskedelmi jogosultságokkal. Tipikus, egyben legismertebb példája Naukratisz, melyet egyedüli görög településként, Milétosz komoly részvételével Egyiptomban alapítottak. Empúries (másként Ampurias) Spanyolországban a mai nevével is mutatja, hogy ott empórion volt, amit a görögök  Kr. e. a 6. században a lehető legnyugatibb településként hoztak létre. További híres empórion Massalia, amit Kr. e. a 6. században a phókaiak alapítottak.

## Fordítás
Ez a szócikk részben vagy egészben  az   Emporion című német Wikipédia-szócikk ezen változatának fordításán alapul.  Az eredeti cikk szerkesztőit annak laptörténete sorolja fel. Ez a jelzés csupán a megfogalmazás eredetét és a szerzői jogokat jelzi, nem szolgál a cikkben szereplő információk forrásmegjelöléseként.